# Burela
Burela è un comune spagnolo di 8 161 abitanti situato nella comunità autonoma della Galizia.

Il comune venne creato nel 1996 come distaccamento da Cervo.